# Медведев, Яков Сергеевич
Я́ков Серге́евич Медве́дев (1848—1923) — русский ботаник-дендролог и лесовод, специалист по растительности Кавказа, тайный советник.

## Биография
Родился в 1847 или 1848 году.
Учился в Земледельческом институте в Санкт-Петербурге, окончил его в 1869 году. Затем работал лесничим на Кавказе, через несколько лет был назначен уполномоченным главноуправляющим землеустройства и земледелия. Был членом Совета кавказского наместника, впоследствии — заместителем председателя Закавказского статистического комитета.
С 1908 года — в Москве, в 1915 году вернулся на Кавказ. Работал консультантом в Тифлисском ботаническом саду, затем — консультантом лесного отдела министерства земледелия.
После 1921 года остался в Тифлисе, был консультантом лесного отдела Наркомзема и лесного комитета ВСНХ.
Умер в 1923 году.
Медведев в 1907 году разделил кавказский регион по характеру растительности, выделяя внутри, например, Предкавказья следующие области: Западное Предкавказье, Восточное Предкавказье и Прикаспийские солонцеватые степи. Первооткрыватель нескольких таксонов растений, в частности, сосны эльдарской (Pinus brutia var. eldarica) и клёна Траутфеттера (Acer heldreichii var. trautvetteri)

## Некоторые научные публикации
- Об областях растительности на Кавказе, «Вестник Тифлисского ботанического сада», 1907, вып. 8.
- Растительность Кавказа: опыт ботанической географии Кавказского перешейка. — Тифлис, 1915—18. — Т. 1, вып. 1—2.